# Gary Rowett
Gary Rowett (* 6. März 1974 in Bromsgrove) ist ein ehemaliger englischer Fußballspieler und aktueller -trainer des englischen Zweitligisten Oxford United. Der Abwehrspieler bestritt in der Premier League insgesamt 136 Partien (5 Tore) für den FC Everton, Derby County, Leicester City und Charlton Athletic.

## Spielerkarriere
Gary Rowett startete seine Spielerlaufbahn beim englischen Zweitligisten Cambridge United. Mit dem Liganeuling erreichte er in der Football League Second Division 1991/92 als Tabellenfünfter die Play-offs, scheiterte dort jedoch vorzeitig an Leicester City. In der anschließenden Spielzeit stieg er mit seinem Team als Tabellenvorletzter in die dritte Liga ab. Im März 1994 wechselte Rowett zum FC Everton konnte sich beim Erstligisten jedoch nicht durchsetzten und wechselte nach einem zwischenzeitlichen Leihgeschäft an den Drittligisten FC Blackpool, im Sommer 1995 zu Derby County. In seiner ersten Saison in Derby stieg er mit seinem neuen Team als Tabellenzweiter in die erste englische Liga auf. In den folgenden zwei Spielzeiten konnte er sich mit seiner Mannschaft in der höchsten englischen Spielklasse etablieren, ehe er im August 1998 zu Birmingham City wechselte. Mit dem Team aus Birmingham verpasste er in den folgenden zwei Jahren jeweils in den Play-offs den Aufstieg in die Premier League und unterschrieb daher im Juli 2000 einen Vertrag beim Erstligisten Leicester City. Nach einem dreizehnten Platz in der Premier League 2000/01 stieg er mit Leicester 2001/02 als Tabellenletzter in die zweite Liga ab. Rowett wechselte daraufhin zu Charlton Athletic, absolvierte jedoch verletzungsbedingt für den Erstligisten in zwei Jahren nur dreizehn Ligaspiele. Den Ausklang seiner Spielerkarriere erlebte Gary Rowett beim Fünftligisten Burton Albion.

## Trainerkarriere

### Burton Albion
Nachdem er zunächst seit Mai 2009 als Co-Trainer für Burton Albion tätig gewesen war, übernahm Rowett im März 2012 interimsweise den Cheftrainerposten beim Viertligisten. Am 10. Mai 2012 erhielt er das Vertrauen des Vereins auf fester Vertragsbasis. In seiner ersten Spielzeit als Cheftrainer führte er seine Mannschaft als Tabellenvierter der Football League Two 2012/13 in die Play-offs, scheiterte dort jedoch vorzeitig an Bradford City. Die Saison 2013/14 beendete Burton Albion als Tabellensechster und zog nach einem Erfolg über Southend United in das Play-off-Final ein. Dort unterlag die Mannschaft von Rowett jedoch mit 0:1 gegen Fleetwood Town und verpasste damit den Aufstieg in die dritte Liga.

### Birmingham City
Am 27. Oktober 2014 verließ Gary Rowett Burton Albion und übernahm den Trainerposten beim abstiegsgefährdeten Zweitligisten Birmingham City. Rowett führte den Verein im Verlauf der Football League Championship 2014/15 als Tabellenzehnter ins gesicherte Tabellenmittelfeld. Auch in der Football League Championship 2015/16 führte er sein Team auf einen guten zehnten Tabellenrang. Am 14. Dezember 2016 gab der Verein unter dem neuen Eigentümer überraschend die Entlassung von Rowett bekannt. Birmingham City befand sich zu diesem Zeitpunkt auf dem siebten Tabellenrang und stürzte unter dem Nachfolger Gianfranco Zola in die Abstiegsregion ab.

### Derby County
Am 14. März 2017 gab der ambitionierte Zweitligist Derby County die Verpflichtung von Gary Rowett als neuen Cheftrainer bekannt. Rowett beendete die EFL Championship 2016/17 als Tabellenneunter, nachdem die Mannschaft bereits unter dem Vorgänger Steve McClaren den avisierten Aufstieg in die Premier League verpasst hatte. In der Saison 2017/18 führte er Derby County als Tabellensechsten in die Aufstiegs-Play-offs, dort unterlag das Team im Halbfinale aber dem FC Fulham.

### Stoke City
Am Saisonende bat Rowett Derbys Vereinsführung darum, Verhandlungen mit dem Premier-League-Absteiger Stoke City aufnehmen zu dürfen. Am 22. Mai 2018 vermeldete Stoke, dass Rowett zur Saison 2018/19 das Traineramt des Klubs übernehmen wird. Nach Presseberichten zahlt Stoke an Derby County eine Ablöse von etwa 2 Mio. £. Bereits Anfang Januar 2019 wurde Rowett wieder entlassen, mit nur acht Siegen aus 26 Ligaspielen auf dem 14. Tabellenplatz wurde der angepeilte direkte Wiederaufstieg zunehmend unwahrscheinlich.

### FC Millwall
Im Oktober 2019 wurde er beim Zweitligisten FC Millwall als Nachfolger des zurückgetretenen Neil Harris vorgestellt. Mit der Mannschaft aus dem Londoner Stadtteil Bermondsey beendete er die EFL Championship 2019/20 auf einem guten achten Tabellenplatz und verpasste nur knapp den Einzug in die Aufstiegs-Play-offs. Die beiden anschließenden Spielzeiten schloss Gary Rowett mit seinem Team auf dem elften und neunten Tabellenrang ab. Nach einem weiteren achten Platz in der Saison 2022/23 trennten sich Rowett und Millwall Mitte Oktober 2023 in gegenseitigem Einvernehmen.

### Birmingham City
Am 19. März 2024 kehrte Rowett zu Birmingham City zurück und übernahm interimistisch bis Saisonende das Traineramt, da Cheftrainer Tony Mowbray aus den medizinischen Gründen seine Tätigkeit nicht fortsetzen konnte. Rowett gewann drei der verbliebenen acht Saisonspiele mit Birmingham, der Klassenerhalt in der EFL Championship wurde aber um einen Punkt verpasst.

### Oxford United
Am 20. Dezember 2024 wurde Rowett als neuer Cheftrainer des abstiegsgefährdeten Zweitligisten Oxford United vorgestellt.